# Wijda Mazereeuw
Wijda Mazereeuw (Enkhuizen, 11 agosto 1953) è un'ex nuotatrice olandese.

## Carriera
Visse il proprio periodo d'oro durante i campionati mondiali di Cali 1975 dove salì due volte sul secondo gradino del podio e una volta sul terzo.

## Palmarès
- Mondiali

Cali 1975: argento nei 100m e 200m rana e bronzo nella 4x100m misti.